# Ram Trucks

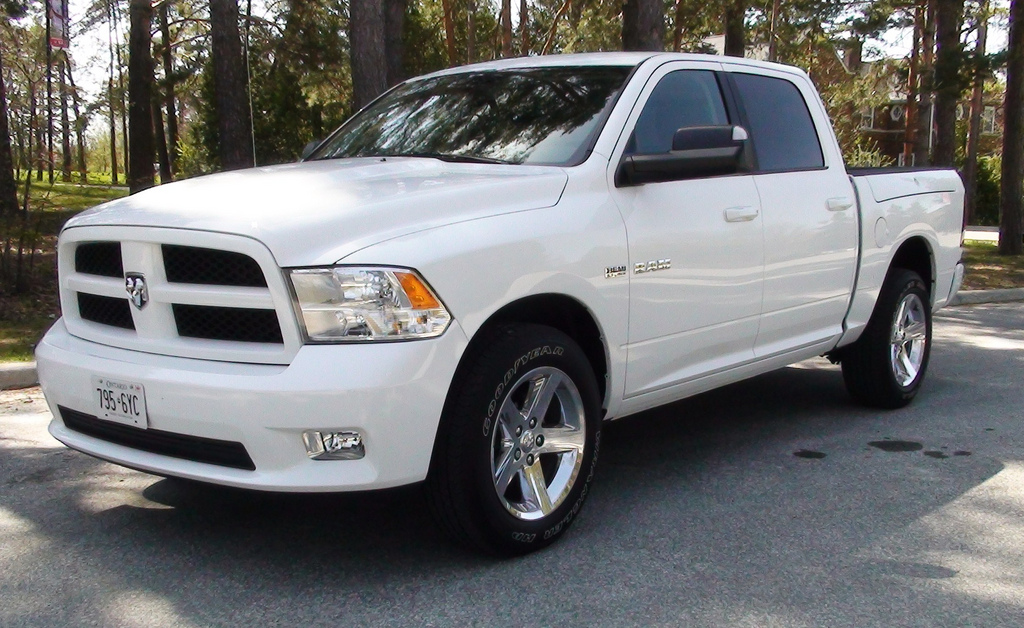
Ram 1500

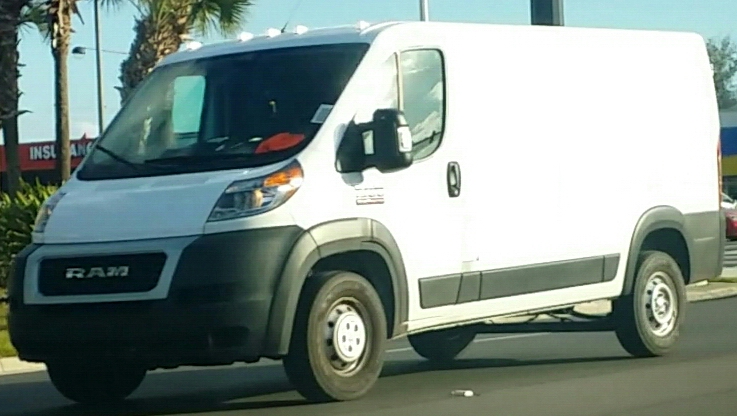
Ram ProMaster

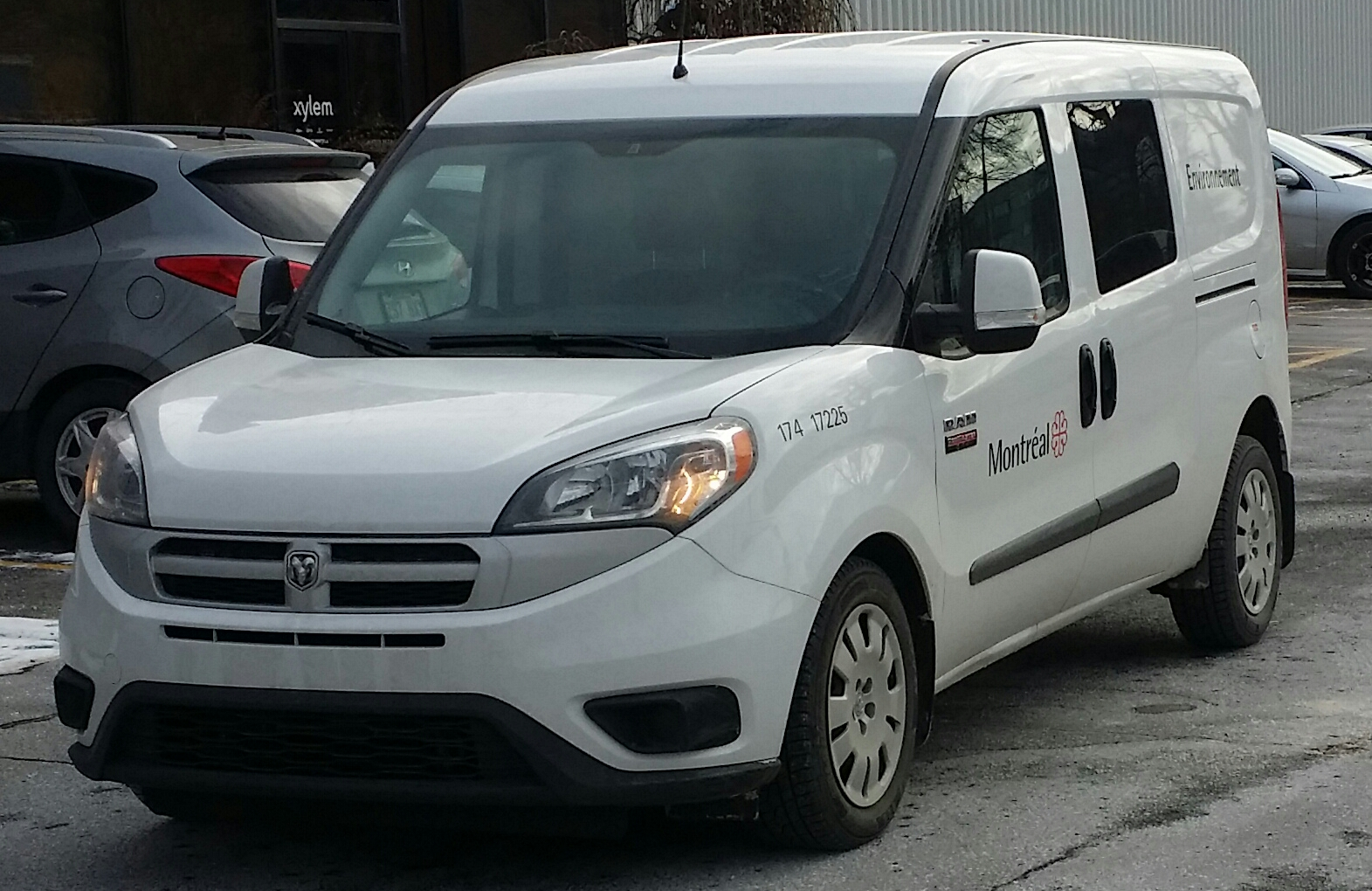
Ram ProMaster City

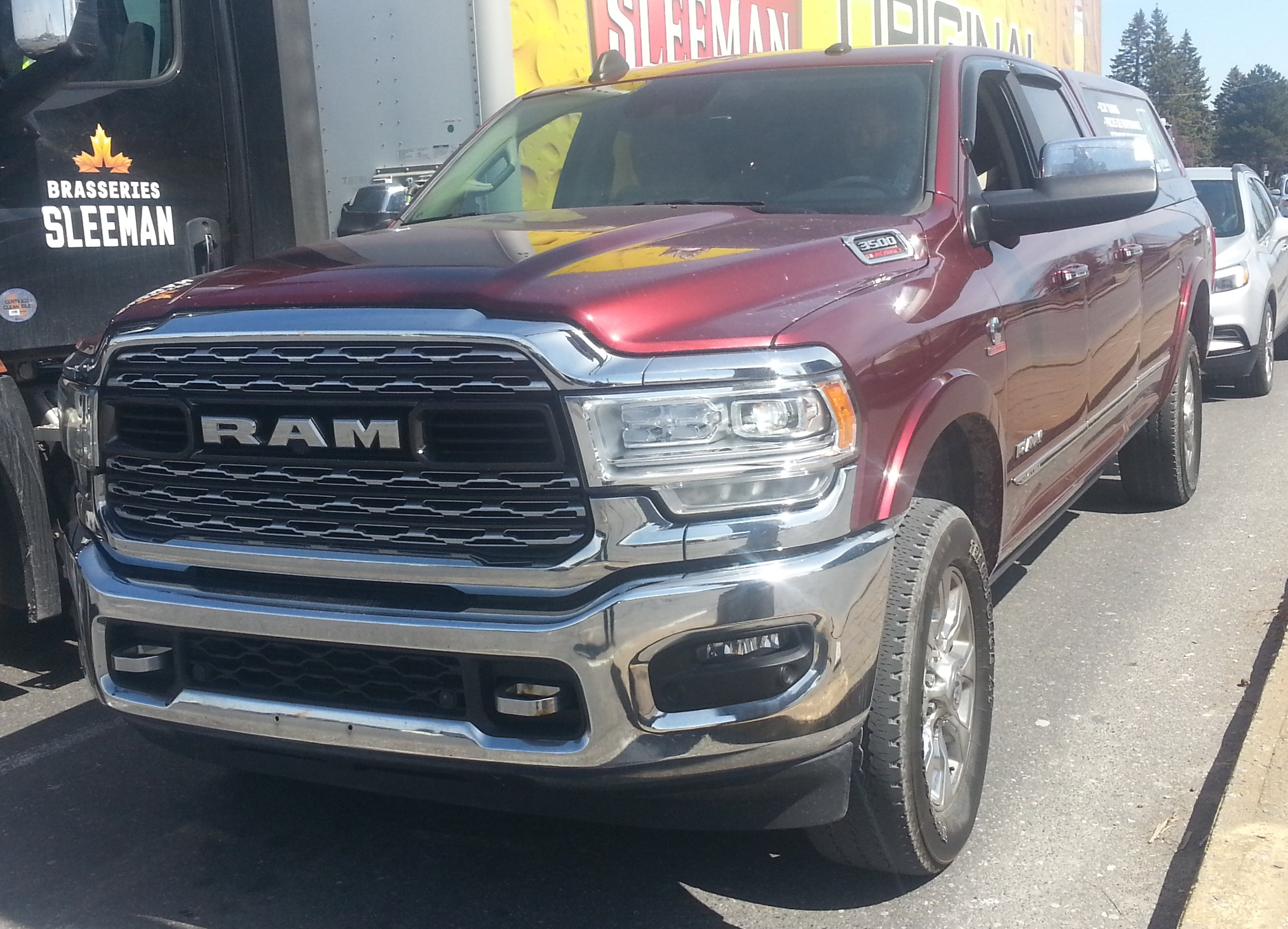
Ram 3500

Ram Trucks – amerykański producent samochodów osobowych i użytkowych, z siedzibą w Auburn Hills, działający od 2010 roku. Należy do międzynarodowego koncernu Stellantis.

## Historia
Po raz pierwszy nazwa Ram trafiła do użytku z inicjatywy marki Dodge, która wprowadziła ją w 1971 roku dla pełnowymiarowego samochodu dostawczego Ram Van, którego produkcja w trzech generacjach trwała do 2003 roku. 10 lat później, pod nazwą Ram do produkcji trafił także pełnowymiarowy pickup. To ten model zyskał największą popularność spośród wszystkich modeli z „Ram” w nazwie, stając się jednym z najlepiej sprzedających modeli Dodge w ofercie. Samochód zyskał w Stanach Zjednoczonych status kultowego, z powodzeniem pozostając w produkcji pod postacią kolejnych czterech generacji do 2010 roku.
Jeszcze w październiku 2009 roku koncern Chrysler, ówczesny właściciel marki Dodge dysponującej prawami do nazwy „Ram”, podjął decyzję o wydzieleniu jej jako samodzielnej, odrębnej marki. Odtąd, nowy producent pod nazwą Ram Trucks miał zajmować się produkcją pickupów i samochodów dostawczych. Z dotychczasowej oferty Dodge wydzielono modele Ram i Dakota, które przemianowano odpowiednio na Ram Pickup (oferowany pod różnymi nazwami odpowiadającym wielkości modelu: 1500, 2500 i 3500) i Ram Dakota.
W sierpniu 2011 roku z oferty został wycofany model Dakota bez przewidzianego następcy. Ram Trucks zdecydował się wówczas skoncentrować na produkcji rodziny pickupów wywodzących się z jednego modelu, Ram Pickup, a ponadto – poszerzyć swoje portfolio o samochody dostawcze oparte głównie na europejskich modelach Fiata. Oferta Ram Trucks w kolejnych latach drugiej dekady XXI wieku zróżnicowała się pod względem trzech głównych rynków zbytu, gdzie producent rozwinął swoją obecność – Ameryki Północnej, Ameryki Południowej oraz Bliskiego Wschodu. Na potrzeby tych dwóch ostatnich regionów, Ram Trucks oferuje pod swoją marką szerszą, niż w Stanach Zjednoczonych, ofertę lekkich samochodów dostawczych i pickupów zapożyczonymi z portfolio Fiata.
Po powstaniu koncernu Stellantis w 2021 roku, w którego skład weszło także Ram Trucks, wobec firmy sformułowano strategię rozbudowy oferty o pierwsze w jej historii samochody o napędzie w pełni elektrycznym. Zapowiedzią pickupa o takim zasilaniu został futurystyczny prototyp Ram Revolution EV, którego przedstawiono w styczniu 2023. Miesiąc później, w połowie lutego, odbyła się premiera produkcyjnego modelu o nazwie Ram 1500 REV, który okazał się ostatecznie być jedynie zmodyfikowaną, elektryczną odmianą modelu 1500 z początkiem sprzedaży wyznaczonym na 2024. W czerwcu 2023 roku z kolei zadebiutował z kolei pierwszy w historii firmy drugi model opracowany od podstaw z myślą o marce Ram, kompaktowy Ram Rapmage opracowany głównie z myślą o Ameryce Południowej.

## Ram w Ameryce Północnej

### Obecnie produkowane

#### Pickupy
- 1500
- 2500
- 3500

#### Samochody elektryczne
- ProMaster EV
- 1500 REV

#### Samochody dostawcze
- ProMaster
- Chassis Cab

### Historyczne
- Dakota (2010–2011)
- C/V (2011–2015)
- ProMaster City (2014–2022)
- 1500 Classic (2018–2024)

### Studyjne
- Ram 1500 EV (2023)

## Ram w Ameryce Łacińskiej

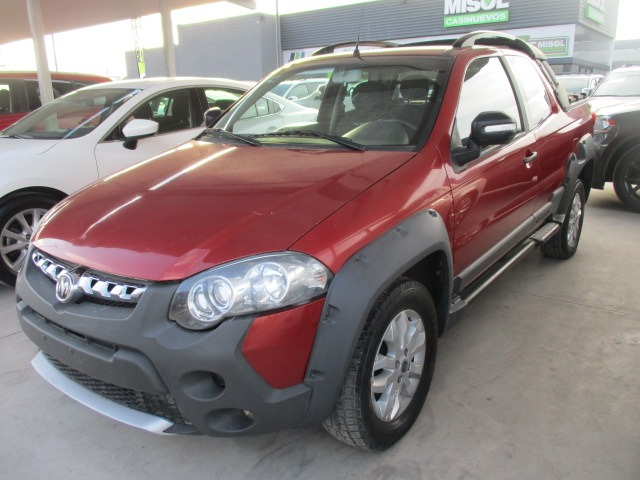
Ram 700

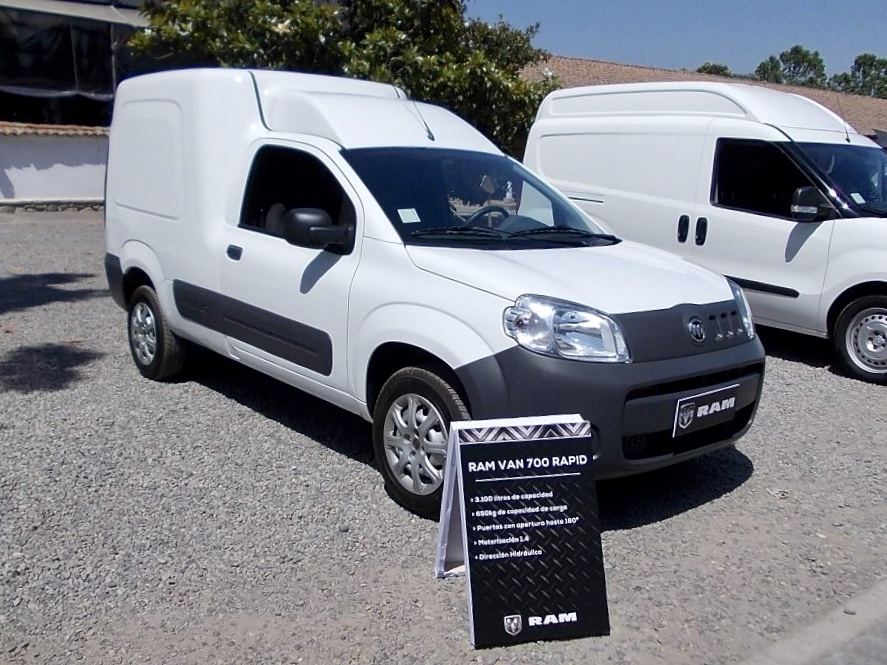
Ram V700 Rapid

### Obecnie produkowane

#### Pickupy
- 700
- 1000
- 1200
- Rampage
- 1500
- 2500

#### Samochody dostawcze
- V700 City
- V700 Rapid

### Historyczne
- H100 (2010–2015)
- 1200 (2016–2019)
- V1000 (2014–2022)